# Lyric (formato de arquivo)
O LRC (acrônimo de três letras da palavra inglesa lyrics) é um formato de arquivo de computador que contém textos que são exibidos em sincronia com um arquivo de áudio digital como o MP3, Vorbis ou MIDI.
Quando uma música casada com um arquivo LRC é reproduzida num computador multimídia ou em certos tocadores de mídia portáteis (PMPs), a letra da música é exibida na tela linha a linha legendando a música de maneira semelhante aos vídeos de karaokês.
Áudio e texto sincronizados também servem de apoio didático ao aprendizado de idiomas com o uso de computadores multimídia ou laptops preparados para exibir caracteres universais como os do unicode.

## Informação geral
O formato LRC foi criado pela empresa responsável pelo software Shiang-shiang's Lyrics Displayer.
Trata-se de um arquivo que contém a letra de uma canção cujas linhas têm uma marca de tempo que diz quando aquela linha deve ser exibida ou realçada durante a execução de uma música ou vídeo.
Geralmente, o nome do arquivo da letra é o mesmo da música e ambos os arquivos permanecem juntos, num mesma pasta do arquivo. Por exemplo: Johnny Guitar.mp3 e Johnny Guitar.lrc ambos na pasta da intérprete Peggy Lee.

## Formatos de LRC

### Formato simples
No LRC simples a marcação essencial é a de temporização para translineação. Por exemplo:
```
[00:33.00]
Play the guitar, play it again, my Johnny

[00:50.00]
Maybe you're cold, but you're so warm inside
```

…
…
```
[03:57.00]
Play it again Johnny Guitar
```

A marcação entre colchetes condiciona a exibição da linha de texto ao tempo marcado em seu interior contado a partir do início da execução da música correlacionada.
Há algumas outras marcações no LRC simples que são inseridas opcionalmente encabeçando o texto e que são apresentados no início da execução da música:
[ti:Título da canção]
[ar:Nome do artista]
[al:Nome do álbum]
[by:Criador do LRC]

### Formato avançado
O formato avançado foi desenvolvido para o player de LRC Media Commands da CDMI Network que acrescentou um marcador visando melhorar o timing da letra em comparação aos karaokês sob a marca de tempo <mm:ss.xx>. O exemplo anterior ficaria assim:
```
[mm:ss.xx]Linha 1, primeiro trecho <mm:ss.xx>segundo trecho
[mm:ss.xx]Linha 2, primeiro trecho <mm:ss.xx>segundo trecho
```

…
…
```
[mm:ss.xx]Última linha, primeiro trecho <mm:ss.xx>segundo trecho
```

## Playerse programas de computador
A maioria dos PMPs (dos mais simples aos mais sofisticados) possuem a função de exibir a letra da música incorporada no aparelho. Já os computadores podem exibir a letra da música de duas formas: ou utilizando programas completos que exibem a letra e tocam a música (como o Media Commands) ou utilizando um player de música com um leitor de LRC plugado nele. O plug-in MiniLyrics, por exemplo, é um acessório que pode ser vinculado a mais de uma dezena de programas de áudio/vídeo de computador entre os quais o Winamp, o Windows Media Player, o MusicMatch Jukebox e o MediaMonkey.